# أذن القطة المبقعة
أذن القطة المبقعة (الاسم العلمي:Hypochaeris maculata) هي نوع من النباتات يتبع جنس أذن القطة من الفصيلة النجمية.